# Yucanda ornata
Yucanda ornata är en insektsart som beskrevs av Ball 1937. Yucanda ornata ingår i släktet Yucanda och familjen Dictyopharidae. Inga underarter finns listade i Catalogue of Life.